# František Hovorka
František Ladislav Hovorka (ur. 1857 w Březnicy, zm. 5 stycznia 1917 w Wiedniu) – czeski dziennikarz, księgarz, wydawca, redaktor czasopism, tłumacz i propagator zbliżenia czesko-polskich stosunków.

## Życiorys
Urodził się w 1857 w miejscowości Březnice. Ukończył naukę gimnazjalną w Klatovach. Kształcił się w Pradze, kończąc studia. Następnie odwiedzał kraje słowiańskie, po czym został dziennikarzem. Zajmował się też teatrem. W 1879 i w 1880 był redaktorem pisma „Ruch”, a w 1880 założył periodyk „Divadelní Listy” i redaktorem tegoż przez pięć lat. Potem przeszedł do redakcji pisma „Pokrok”. Publikował utwory powieściowe, studia historyczne i literackie. Przez ponad 20 lat pracował w redakcji czasopisma „Hlas Národa” będąc korespondentem w Wiedniu. W tym czasie nawiązywał zażyłe kontakty ze środowiskami polskimi. Odwiedzał Często polskie miasta (Kraków, Warszawę, Lwów, Poznań) propagując ideę zbliżenia narodów czeskiego i polskiego zarówno na polu kulturalnym jak i gospodarczym. Pisał felietony wzbudzające w narodzie czeskim zainteresowanie Polską. Dokonywał przekładów polskich powieści i dramatów na język czeski. W jego domu zatrzymywali się Polacy, a on sam zgromadził spory zbior pamiątek po polskich osobistościach. Był współorganizatorem Zjazdów Dziennikarzy Słowiańskich. Na przełomie XIX/XX wieku odszedł z redakcji i założył księgarnię wydawniczą. We wrześniu 1913 jego jubileusz 35-lecia pracy uczciło Koło Literackie i Artystyczne w Krakowie. Po wybuchu I wojny światowej udzielał wsparcia polskich wychodźcom wojennym, którzy we wrześniu 1914 trafili do Pragi. Około 1914 zapadł na ciężką chorobę nerwową. Zmarł 5 stycznia 1917 w zakładzie dla nerwowo chorych w Steinhof (Penzing, Wiedeń). Został pochowany w Pradze.